# Liste der Bodendenkmäler in Pechbrunn
Auf dieser Seite sind die Bodendenkmäler in der Oberpfälzer Gemeinde Pechbrunn zusammengestellt. Diese Tabelle ist eine Teilliste der Liste der Bodendenkmäler in Bayern. Grundlage ist die Bayerische Denkmalliste, die auf Basis des Bayerischen Denkmalschutzgesetzes vom 1. Oktober 1973 erstmals erstellt wurde und seither durch das Bayerische Landesamt für Denkmalpflege geführt wird. Die folgenden Angaben ersetzen nicht die rechtsverbindliche Auskunft der Denkmalschutzbehörde.

## Bodendenkmäler der Gemeinde

### Bodendenkmäler in der Gemarkung Groschlattengrün
| Lage                        | Objekt | Akten-Nr.     | Bild |
| --------------------------- | --- | ------------- | ---- |
| Groschlattengrün (Standort) | Archäologische Befunde der frühen Neuzeit im Bereich des ehemaligen Hofmarkschlosses Groschlattengrün, darunter die Spuren von Vorgängerbauten bzw. älterer Bauphasen. Siehe auch: Neuzeit, Schloss Groschlattengrün | D-3-6038-0039 |      |

### Bodendenkmäler in der Gemarkung Pechbrunn
| Lage                 | Objekt                                                                                            | Akten-Nr.     | Bild |
| -------------------- | ------------------------------------------------------------------------------------------------- | ------------- | ---- |
| Pechbrunn (Standort) | Endneolithische Siedlung, mittelalterliche Wüstung. Siehe auch: Neolithikum, mittelalter, Wüstung | D-3-6038-0005 |      |
| Pechbrunn (Standort) | Untertägige Befunde einer abgegangenen frühneuzeitlichen Kapelle.                                 | D-3-6039-0040 |      |